# Deva Raya II
Deva Raya II (... – 1446) fu un imperatore dell'Impero Vijayanagara appartenente alla Dinastia Sangama.
Forse il più grande fra gli imperatori della dinastia Sangama, patrocinò alcuni dei più famosi poeti Telugu e Kannada del tempo. Poeti quali Lakkana Dandesa, Chamarasa, Jakkanarya e Kumara Vyasa furono i più famosi. Lo stesso imperatore fu uno studioso e scrisse il Sobagina Sone in kannada e Mahanataka Sudhanidhi in sanscrito.

## L'Impero
Deva Raya II succedette a suo padre Vira Vijaya Bukka Raya dopo il suo breve regno durato due anni come monarca dell'Impero Vijayanagara. A differenza di suo padre, Deva Raya II fu un monarca efficace e di successo. Durante il suo regno, Deva Raya II prevalse nella conquista di Kondavidu nel 1432, respinse le invasioni di Ahmad Shah I del sultanato di Bahmani mantenendo il forte di Mudgal nel 1436, ma perse alcune aree nel doab (terra fra due fiumi) di Raichur nel 1443, sconfisse i Gajapati di Orissa per ben tre volte nel 1427, 1436 e 1441, restaurò il Regno di Reddi di Rajamahendri, lottò contro il sultano Ala-ud-Din, e continuò poi nel Kerala dove sconfisse il principe di Quilon, nonché altri notabili. Invase Lanka e ottenne da questi ricchi tributi. Il sovrano di Calicut e persino di Burna a Pegu e Tanasserim divennero tributari (stando alle informazioni ottenute dagli scritti di Nuniz).
Abdul Razzak, l'ambasciatore persiano che vistò l'India meridionale nel 1443 scrisse che Deva Raya II estese l'Impero Vijayanagara da Orissa a Malabar. Ma la questione con il sultanato di Bahmani non era ancora stata risolta e i due regni continuarono ad essere ostili gli uni agli altri in tutta l'epoca di Deva Raya II. Gli invasori Bahmani non ottennero successo e, infine, il monarca Ahmad Shah I fu costretto a spostare la sua capitale a Bidar, durante la sua invasione dell'impero nel 1426.
Entro la fine del suo regno, Deva Raya II era riuscito a conquistare tutta l'India meridionale, nonché a gettare le basi per un'epoca d'oro di prosperità. Fu durante questo periodo che l'esploratore Niccolò Da Conti e il cronista persiano Abdur Razzak raggiunsero e descrissero questa regione. Razzak affermò che l'orecchio non era mai stato informato del fatto che esistesse nulla di uguale a Vijayanagara nel mondo e l'occhio non avesse mai visto un luogo come quest (i due esploratori segnalarono che Deva Raya II possedesse un harem di grandi dimensioni in cui 4.000 regine lo seguivano ovunque esso si recasse).
A Deva Raya II succedette Mallikarjuna Raya.